# Euthecodon
Euthecodon je izumrli rod krokodila. Bio je udomaćen u velikom dijelu Afrike tijekom neogena, a najviše fosila nađeno je u Keniji. Postojao je od ranog miocena do ranog pleistocena.

## Izgled
Bio je velik, čak i za krokodila. Jedan primjerak,  LT 26306, nađen u jezeru Turkana, procijenjen je da je prema duljini lubanje bio oko 10 metara dug. Lubanja je, međutim, bila razmjerno malena, te je bila gotovo kvadratnog oblika.

## Otkriće i vrste
Prikupljeni materijali za koje se sada zna da pripadaju ovom rodu, u početku su bili smješteni u rod Tomistoma, čiji je član sundski gavijal. Ovi primjerci su opisani iz pliocena Etiopije. Rod Euthecodon prvo je imenovan 1920. na temelju materijala pronađenih u Wadi Natrunu, Egipat. Za ove materijale vjeruje se da pripadaju istoj vrsti kao i oni iz Etiopije i da se razlikuju od roda Tomistoma. Kao rezultat toga, primjerci iz Etiopije, zajedno s onima iz Egipta, raspoređeni su u novi rod, zajedno s vrstom nazvanom E. nitriae.
Nova vrsta, nazvana E. brumpti pronađena je u Lothagamu, Kenija može se razlikovati od E. nitriae po obliku lubanje i rostralnim proporcijama, kao i broju zubi.  Jedan je od najčešćih fosilnih krokodila, zajedno s Rimasuchus lloydi. Potpuna artikulirana lubanja i donja čeljust nađeni su na mjestu Kaiyumung Member u formaciji Nachukui u Lothagamu 1992.
Vrsta kraće njuške, E. arambourgi pronađena je iz naslaga ranog miocena u Gebel Zeltenu, Libija. Klasifikacija primjeraka iz nekoliko lokaliteta diljem Afrike je neodređena na razini vrste, s materijalima nađenim u formaciji Sahabi u Libiji ranog pliocena, jezeru Victoria kod otoka Rusinga iz razdoblja ranog miocena, Omba u Keniji iz ranog miocena, a možda i iz Velike rasjedne doline u Kongu iz ranog miocena.